# Charitopsis
Charitopsis es un género extinto de peces osteíctios prehistóricos del orden Gonorynchiformes. Este género marino fue descrito científicamente por Gayet en 1993.

## Especies
Clasificación del género Charitopsis:
- † Charitopsis Gayet 1993
  - † Charitopsis spinosus Gayet, 1993